# Isabel dos Santos
Isabel dos Santos (Baku, 1º aprile 1973) è un'imprenditrice angolana con cittadinanza russa, figlia maggiore dell'ex presidente angolano José Eduardo dos Santos che ha governato il paese dal 1979 al 2017. Una volta considerata la donna più ricca dell'Africa secondo la rivista Forbes, con un patrimonio netto superiore a 2 miliardi di dollari nel 2020, è stata tolta dalla lista della rivista nel gennaio 2021 dopo il congelamento dei suoi beni in Angola, Portogallo e Paesi Bassi.
È stata al centro di una vasta inchiesta giornalistica internazionale denominata Luanda Leaks che ha sollevato molti interrogativi sul suo successo finanziario.

## Biografia
Nata a Baku, in Azerbaigian (all'epoca parte dell'Unione Sovietica), dove il padre guerrigliero comunista era in esilio, è la figlia maggiore dell'ex presidente dell'Angola, José Eduardo dos Santos, che ha governato il paese per 38 anni, dal 1979 al 2017, e della sua prima moglie, Tatiana Kukanova, originaria dell'Azerbaigian. Studia alla All-Girls Boarding School di Londra, quindi si laurea in ingegneria elettronica e business management a Londra, dove in seguito verrà raggiunta dalla madre.
A Londra incontra colui che diverrà suo marito, Sindika Dokolo, originario della Repubblica Democratica del Congo, figlio di una danese e di un milionario di Kinshasa. La coppia si sposa nel 2002 a Luanda. Al loro matrimonio, costato oltre 4 milioni di dollari, partecipano oltre mille invitati: è uno dei più sontuosi della storia dell'Angola. Uno dei testimoni del matrimonio è il ministro del petrolio angolano, Desidério Costa. Il marito muore nell'ottobre del 2020.

### Attività finanziarie
È stata descritta dal giornale portoghese Público come "una buona donna d'affari, estremamente dinamica ed intelligente, oltre che professionale e cordiale". Il Financial Times scrisse nel marzo 2013 che "anche alcuni critici riconoscono il talento indipendente di imprenditrice di Isabel dos Santos." Nella stessa intervista, Isabel dos Santos afferma di non essere un politico, ma una donna d'affari.
All'età di ventiquattro anni entra a far parte del mondo degli affari a Luanda, capitale dell'Angola, dove, nei primi anni 1990 lavora come ingegnere e project manager della società Urbana 2000, con la quale vince l'appalto per la pulizia e la disinfezione della città. Nel 1997, sull'isola di Cazanga, che fa parte della baia di Luanda apre il Miami Beach Club, uno dei primi night club della capitale.
In breve tempo, assume un ruolo chiave nella gestione del patrimonio familiare accumulato dal padre, portandola a creare, per sua iniziativa, numerose aziende, sia in Angola che all'estero, attraverso investimenti, specialmente in Portogallo. Nel 2007 ha citato in giudizio il giornale italiano La Stampa, e tre dei suoi giornalisti, per la pubblicazione di un articolo che la accusava di corruzione.

### Investimenti in Portogallo e in Africa
Dal 2008 ha rilevanti interessi anche nelle telecomunicazioni, nei media, nelle vendita al dettaglio, nella finanza e nell'energia, sia in Angola che in Portogallo. Possiede azioni di aziende nella produzione di olio e diamanti e il cementificio angolano Nova Cimangola.
È azionista della Unitel International Holdings BV di Amsterdam, e, dal 27 novembre 2012, membro del Consiglio d'Amministrazione di ZON Multimédia, con funzioni non-esecutive. Dal 14 dicembre 2012, ha richiesto agli azionisti della ZON di autorizzare la fusione per incorporazione con la Sonaecom, formalizzato il 27 agosto 2013, con il trasferimento alla società per azioni ZOPT detenute rispettivamente da Isabel dos Santos, Zon e Sonaecom, Optimus. Con questo trasferimento in Optimus e Zon, Sonaecom e Isabel dos Santos detengono rispettivamente il 50% del capitale della società risultante dalla fusione: Zon Optimus SGPS. Nel corso del 2013, Isabel dos Santos ha annunciato una nuova strategia per la società attraverso una visione multimarket. Il 1º ottobre 2013 ha partecipato alla prima assemblea generale della Zon Optimus.
Inoltre è anche membro del consiglio di Banco BIC Português, che ha acquisito il Banco Português de Negócios, una banca nazionalizzata, e, attraverso la Santoro Holding, detiene partecipazioni nel Banco Português de Investimento. Nel mese di aprile 2011, con la stessa società angolana Condis, sottoscrive un accordo di partnership con i portoghesi Sonae per lo sviluppo congiunto di un'operazione di acquisizione di una serie di attività al dettaglio angolane.
È anche azionista di minoranza dell'operatore angolano di telefonia mobile Unitel Internazionale. Lo sviluppo di un sistema walkie-talkie apre la strada nel settore delle telecomunicazioni mobile. Sfruttando questa innovazione tecnologica, Isabel, in collaborazione con Portugal Telecom, Sonangol e Vidatel, crea il più grande operatore di telefonia mobile angolano, la Unitel Internazionale.
La Unitel Internazionale dispone di una diffusione territoriale laddove Portugal Telecom non ha presenza. Successivamente acquista l'operatore T+ di Capo Verde, divenendo così il secondo operatore di telecomunicazioni presente nelle isole São Tomé e Príncipe. Grazie a questo investimento, durante una visita alle isole, annuncia che la Unitel Internazionale investirà nella formazione tecnologica del paese e nella creazione di posti di lavoro.
In un'intervista concessa durante il New York Africa Forum, tenutosi nel giugno 2013 a Libreville, Gabon, afferma che il futuro delle telecomunicazioni in Africa è garantito, oltre che dai cellulari e dalla telefonia mobile, anche sulla connettività ad alta capacità e sulla banda larga in grado di collegare il continente africano.
Il 20 agosto 2013 partecipa al BRICS Business Council di Johannesburg, dove erano presenti anche imprenditori e investitori provenienti dal Brasile, dalla Russia, dall'India, dalla Cina, dal Sudafrica e da altri paesi africani, per discutere misure e iniziative concrete volte ad accrescere i legami nel commercio, nell'industrializzazione e negli investimenti tra i BRICS e l'Africa. Durante l'incontro, il Presidente della Banca Africana dello Sviluppo, Donald Kaberuka, ha lodato l'imprenditrice Isabel dos Santos come esempio concreto di imprenditorialità, per lo sviluppo delle economie africane. Nel giugno 2016, José Eduardo dos Santos l'ha posta a capo della compagnia petrolifera nazionale Sonangol, posizione che ha ricoperto fino al novembre 2017, quando è stata rimossa dall'incarico dal nuovo presidente dell'Angola João Lourenço.

### Beni confiscati
Con l'uscita di scena del padre, per Isabel dos Santos è iniziata la parabola discendente. Non solo per lei, chiamata la "Principessa" e accusata dai critici di essersi avvantaggiata dalla corruzione favorita dal padre, ma anche per il fratellastro José Filomeno dos Santos, ex presidente del Fundo Soberano de Angola, con l'accusa di riciclaggio e corruzione, e per la sorellastra Welwitschia don Santos, sospesa dal Parlamento per arricchimento illecito.
Da quando, nel 2018, il governo angolano ha cercato di perseguirla per il reato di corruzione, Isabel dos Santos è andata a vivere in Portogallo. Il 30 dicembre 2019 il tribunale provinciale di Luanda ha ordinato il congelamento dei conti bancari angolani della dos Santos e il sequestro della sua partecipazione in società locali, tra cui il gigante delle telecomunicazioni Unitel e Banco Fomento de Angola. Nel frattempo è finita sotto inchiesta anche in Portogallo, per cui ha deciso di prendere la residenza ufficiale negli Emirati Arabi Uniti. L'11 gennaio 2020 il governo angolano ha annunciato che stava preparando la battaglia legale per la confisca dei beni di Isabel dos Santos anche in Portogallo, un'operazione già avviata con l'invio in Portogallo delle lettere rogatorie per interrompere il trasferimento di fondi da una banca portoghese a una banca russa.
Il 22 gennaio 2020 è stata incriminata dal governo angolano per riciclaggio e corruzione, accuse che lei respinge.

## Holdings
Holdings creati da Isabel dos Santos negli ultimi anni.
- Unitel International Holdings BV  (con sede a Amsterdam, "ombrello" per i suoi investimenti in ZON Multimedia Portogallo)[44]
- Santoro Finance (con sede a Lisbona, banche e altro)
- Esperanza (con sede ad Amsterdam, energia, petrolio e altro)
- Condis (con sede a Luanda, commercio al dettaglio)
- Ciminvest (Isabel dos Santos è un investitore in Ciminvest SA)[45]